# 小行星9740
小行星9740是一颗围绕太阳公转的小行星。1987年9月23日，天文学家亨利·德波鸿诺在拉西拉天文台发现了此天体。
这颗小行星的绝对星等为356.14847等。